# Nova Brunswick
|  | Per a altres significats, vegeu «New Brunswick (Nova Jersey)». |

Nova Brunswick (anglès: New Brunswick, francès: Nouveau-Brunswick) és una província del Canadà, englobada dins de les Províncies Marítimes i les Províncies Atlàntiques. La seva capital és la ciutat de Fredericton i destaca pel fet de ser l'única província del Canadà oficialment bilingüe (anglès i francès).
La major part de la província de Nova Brunswick està coberta per boscos. Això permet que la silvicultura sigui una de les activitats econòmiques més importants. De fet, la província és un dels majors productors de fusta del Canadà, així com de paper. Altres activitats destacades són les manufactures, el turisme, la mineria i la pesca.
La província fou colonitzada originàriament pels francesos, i formà part de la colònia francesa d'Acàdia, dins de la Nova França. L'any 1763 però, amb el Tractat de París, els francesos van cedir la regió als britànics, que la rebatejaren amb el nom actual en honor del Rei Jordi III.
En aquella època, Nova Brunswick tenia una població europea relativament escassa i d'origen bàsicament francès. La Revolució americana, a partir de 1776 però, canvià radicalment la demografia del territori. Així, durant aquells anys fins a 14.000 habitants, lleials tots ells a la Corona britànica, van la província. Els 14.000 lleialistes de les tretze colònies rebels que van emigrar al nord i es van establir a les valls dels rius Saint John i Saint Croix, llavors part de Nova Escòcia, es van sentir massa allunyats del govern provincial a Halifax i Londres va separar Nova Brunswick com una colònia separada el 1784, És per això que fou coneguda des de llavors com The Loyalist Province (La Província Lleialista).
L'1 de juliol de 1867, Nova Brunswick, com també Nova Escòcia i la província del Canadà (en l'actualitat dividida en Ontario i Quebec), s'independitzà del Regne Unit. És per això que és considerada, amb les altres, una de les províncies originals de la Confederació Canadenca.

## Galeria d'imatges

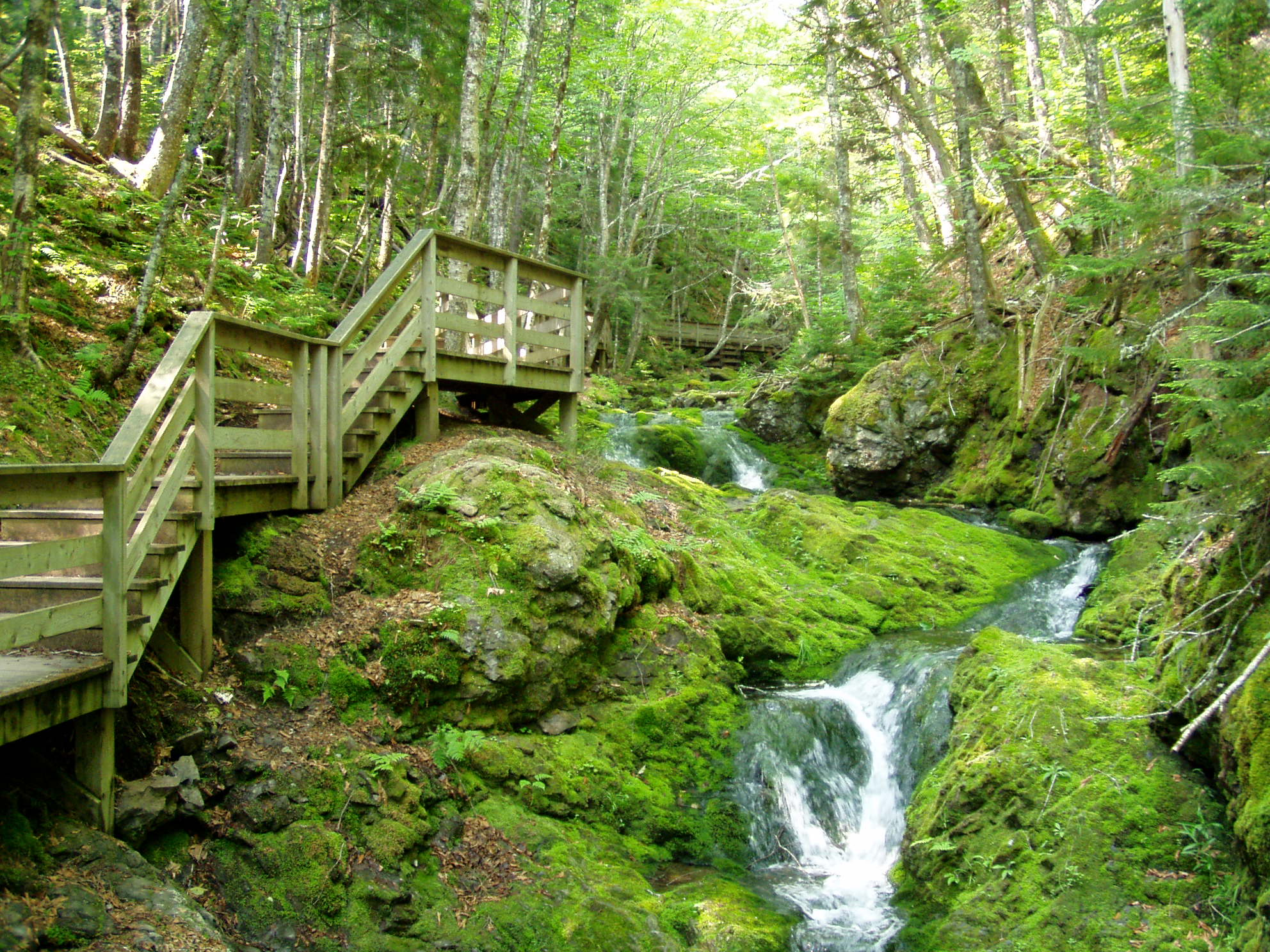
Les Cascades de Dickson, al Parc Nacional de Fundy
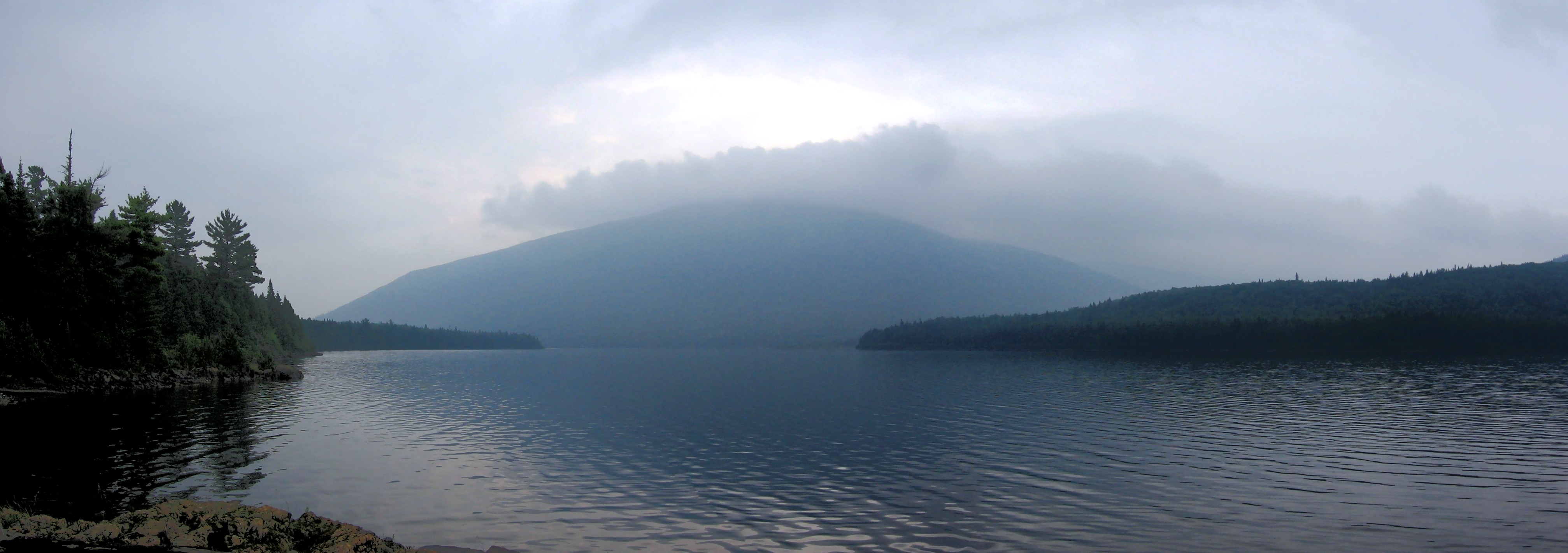
La muntanya de Carleton
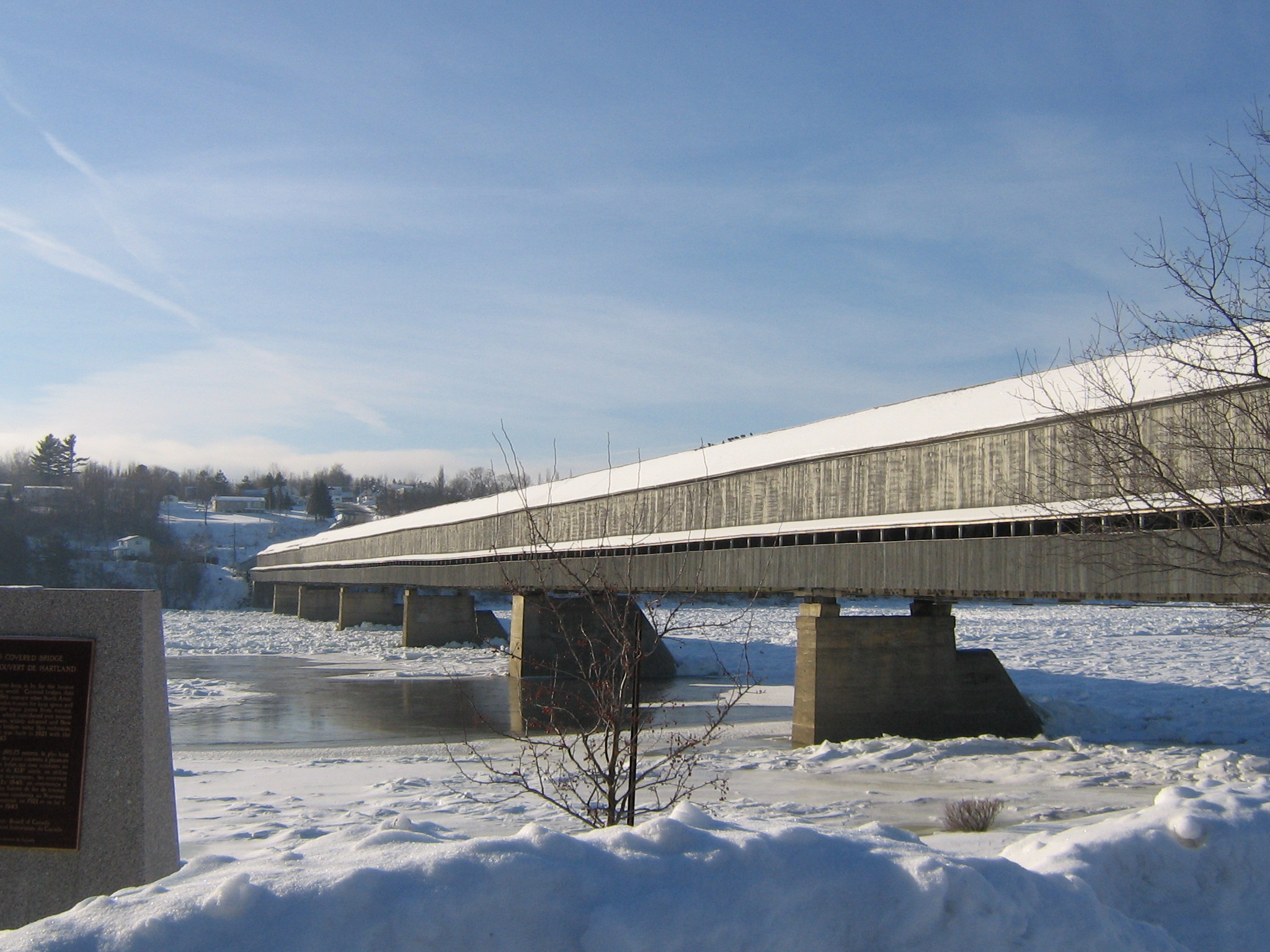
El major pont cobert del món, a Hartland, durant l'hivern
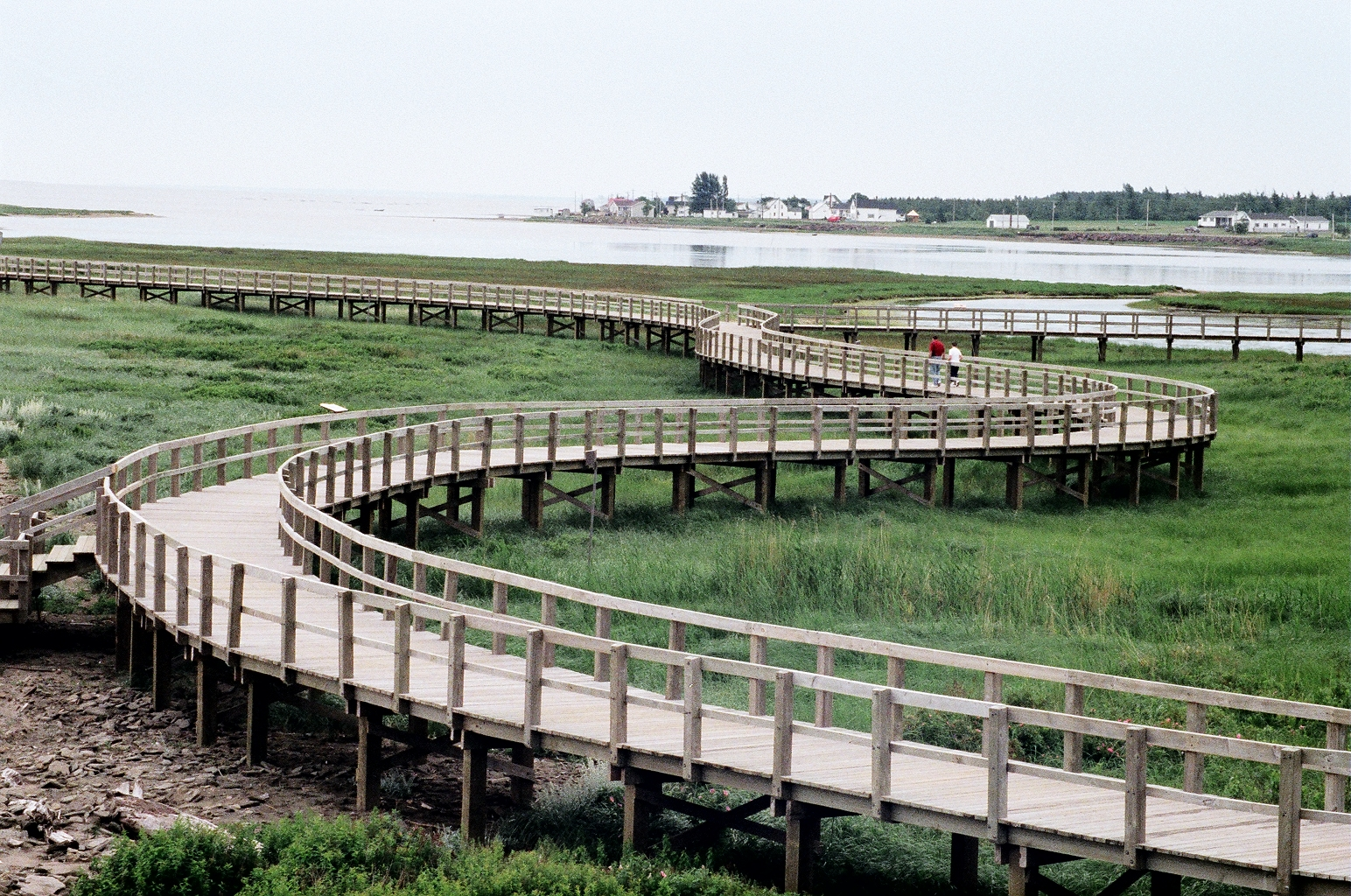
Camí de fusta a través de les dunes, a Bouctouche
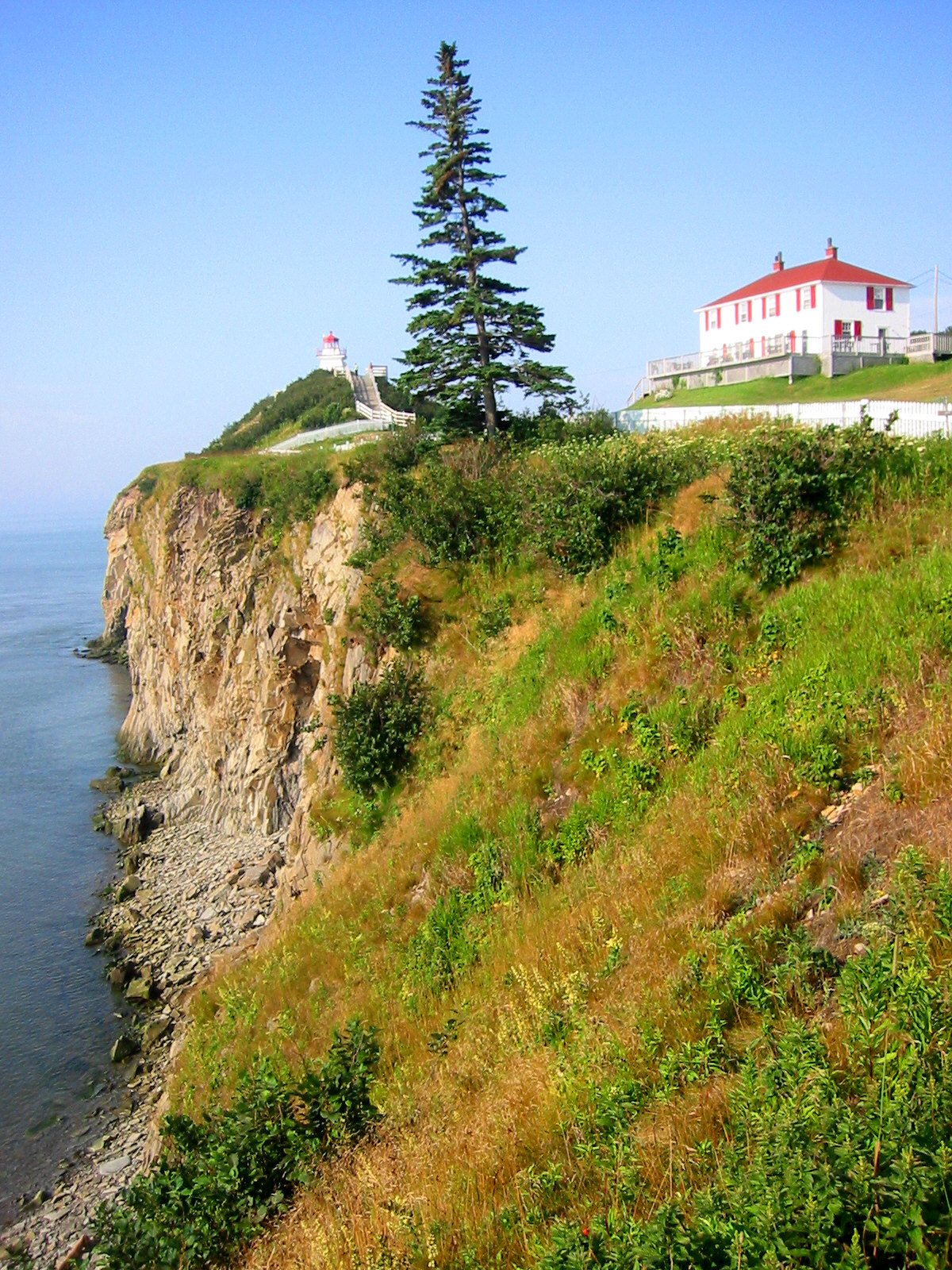
El far del Cap Enrage
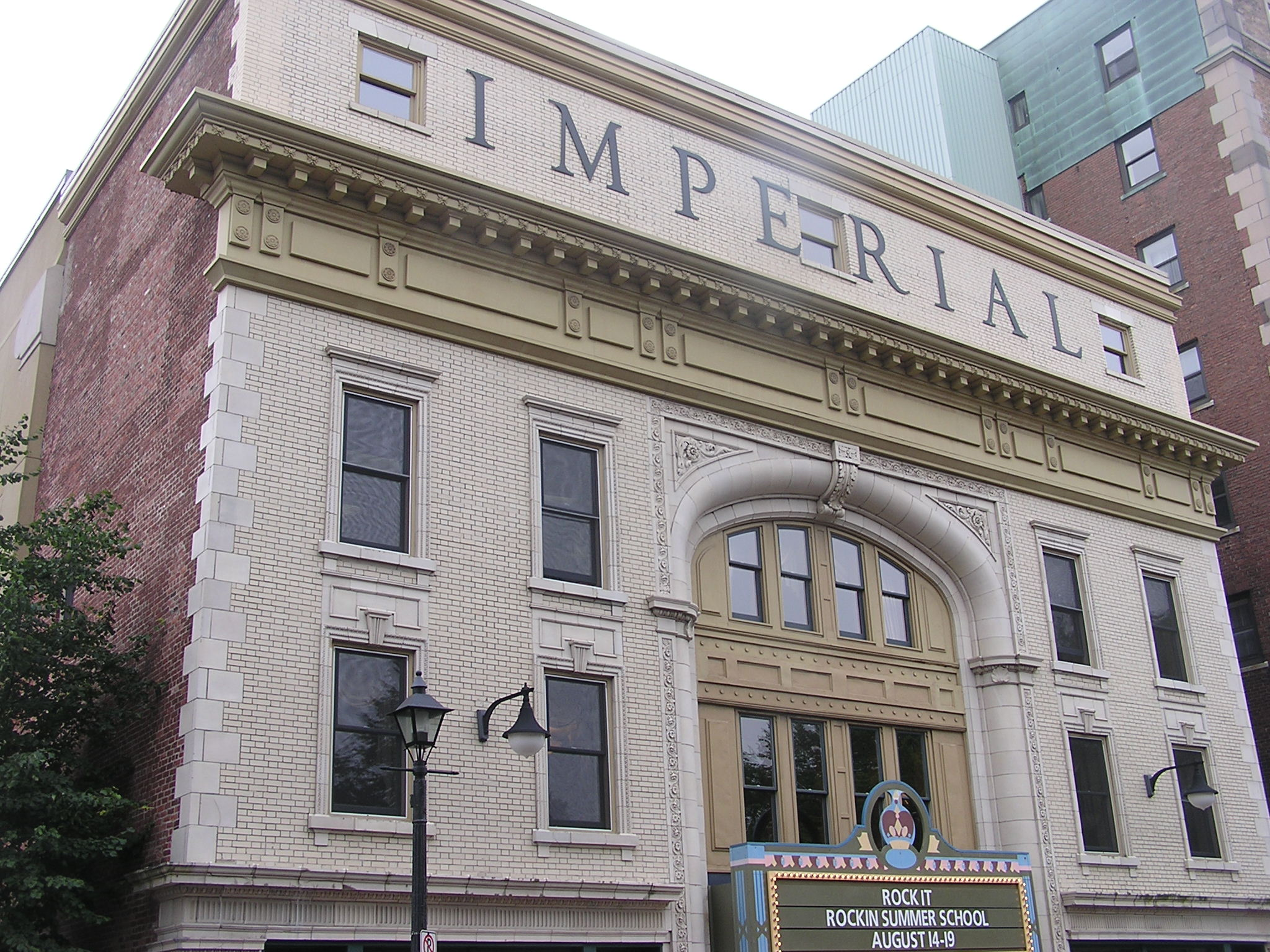
L'Imperial Theatre, a Saint John